# Käpt’n Abu Raed
Kapitän Abu Raed (Alternativtitel: Captain Abu Raed, arabisch: كابتن أبو رائد) ist ein jordanischer Film aus dem Jahr 2007 von Amin Matalqa. Die Premiere erfolgte am 11. Dezember 2007 auf dem Internationalen Film Festival in Dubai. In Deutschland lief der Film am 12. März 2009. Es ist der erste in Jordanien produzierte Spielfilm seit über 50 Jahren und wurde auf zahlreichen Filmfestivals ausgezeichnet.

## Handlung
Abu Raed ist Hausmeister am Queen Alia International Airport in Amman. Eines Tages findet er im Müll eine Kapitänsmütze von Royal Jordanian und setzt sie auf. Als ihn die Kinder aus der Nachbarschaft so sehen, halten sie ihn für einen Piloten und bitten ihn, Geschichten von seinen Reisen und Flugabenteuern zu erzählen. Zunächst weigert er sich, erzählt ihnen dann aber nach langem Drängen von seinen fiktiven Reisen nach England, Frankreich und New York, was ihm den Namen „Käpt’n Abu Raed“ einbringt. Tareq, eines der Kinder, fällt Abu Raed auf, weil der Junge auf der Straße Waffeln verkauft. Abu Raed kennt ihn als einen recht klugen Jungen und findet es nicht in Ordnung, dass ihn sein Vater arbeiten schickt, anstatt zur Schule gehen zu lassen. Also kaufte Abu Raed alle Waffeln, damit Tareq zur Schule gehen kann. Dies war jedoch keine wirklich gute Idee, denn da Tareq  ein so guter Verkäufer war, musste er nun noch mehr Waffeln verkaufen.
Murad, eines der älteren Kinder weiß, wer Abu Raed wirklich ist und will die anderen Kindern von der Wahrheit überzeugen. Deshalb fährt er mit ihnen zum Flughafen. Die Kinder sind untröstlich, als sie sehen, wie ihr Idol auf Händen und Knien den Boden schrubbt. Nachdem Abu Raed als Schwindler entlarvt ist, schenkt er Murad die Pilotenmütze und bittet um Entschuldigung. Als Murad ein Modellflugzeug stiehlt und sein Vater ihm zur Strafe die Hand verbrennt, ist Abu Raed für ihn da. Er tröstet Murad und versucht zwischen ihm und seinem Vater zu vermitteln. Abu Raed kommt jedoch zu der Überzeugung, dass es besser sein wird Murad, seinen jüngeren Bruder und seine Mutter irgendwie von dem gewalttätigen Vater wegzubringen. Eine Gelegenheit bietet sich, als Abu Raed auf dem Weg nach Hausen dem völlig betrunkenen Abu Murad begegnet. Auf der Straße liegend beleidigt er Abu Raed, woraufhin er einen schweren Stein aufhebt und überlegt, so das Leid zu beenden, das Abu Murad sich und seiner Familie zugefügt hat. Abu Raed bringt es aber nicht fertig und lässt Murats Vater unversehrt.
Eines Nachts, bevor Abu Murad nach Hause kommt, entwickelt Abu Raed einen Plan, um Murad und seine Familie in Sicherheit zu bringen. Am Flughafen hatte er die Pilotin Nour kennengelernt, mit der er sich anfreundet hat. Ihre wohlhabende Familie besitzt ein großes Haus und zu ihr will er die Familie Murad bringen. Eilig packt die Familie die Habseligkeiten zusammen und Murad lässt auch die Pilotenmütze nicht zurück.
Trotz wiederholter Warnungen der Familie Murad, dass „Er dich töten wird“, sitzt Abu Raed in der Wohnung von Murad und wartet auf die Rückkehr des Vaters. Als Abu Murad sein Haus leer vorfindet, bedroht er Abu Raeds Leben. Abu Raed wurde seit dem nie wieder gesehen.
Jahre später sieht man den erwachsenen Murad auf dem Flugplatz als Pilot von Royal Jordanian.

## Hintergrund
Viele Szenen des Films spielen auf dem Flughafen und den römischen Ruinen von Amman, auf Jabal al-Qal'a. Die Szenen rund um Abu Raeds Haus wurden in der benachbarten Altstadt von Salt gedreht.
Obwohl das Datum des Films nie durch Notizen oder Zeichen angegeben wird, impliziert die Verwendung der ostarabischen Ziffern auf den Nummernschildern von Fahrzeugen, dass der Film in der Vergangenheit spielt, als Erinnerung an die Jugend des erwachsenen Captain Murad. (Jordanien wechselte in den 1990er Jahren vom ostarabischen Zahlensystem zu den arabischen Standardzahlen.)

## Kritiken
Der Filmdienst fasste zusammen: „Ein alter Mann, der als Putzkraft am Flughafen von Amman arbeitet, wird von Kindern seiner Nachbarschaft für einen Piloten gehalten. Auf ihr Drängen hin unterhält er sie mit spannenden Geschichten über angebliche Flugabenteuer. Als der Schwindel auffliegt, wendet sich der Erzähler mehr dem beschwerlichen Leben seiner kleinen Zuhörer zu und versucht, ihnen hilfreich zur Seite zu stehen. Dem ebenso poetischen wie klugen Regiedebüt gelingt es dank eines charismatischen Hauptdarstellers und einer ausgereiften Bildsprache, jordanische Moderne und Tradition, Realität und Utopie vielschichtig zu verschränken.“
David B. Green nannte den Film „ein gut gemachtes, naturalistisches Drama auf Arabisch.“ Weiter führte er aus: „Obwohl ‚Captain Abu Raed‘ Produktionswerte im Hollywood-Stil hat, hat er nicht die ordentliche Auflösung eines amerikanischen Films, und sein Ende ist ermutigend, während es den Zuschauern einen ziemlichen Ruck gibt. Bei der Vorführung, an der ich teilnahm, applaudierten sie anerkennend, als die Lichter angingen, und gingen in fassungslosem Schweigen hinaus.“
Kino.de urteilte: „Captain Abu Raed ist ein charmantes Märchen aus Jordanien, das auf spielerische Weise die Geschichten seines Landes verarbeitet und dafür zu Recht mit dem World Cinema Audience Award auf dem Sundance Festival 2008 ausgezeichnet wurde. Denn dieser Film mag es zu verzaubern.“ „Dabei bewegt sich der Film auf einer heiklen Gratwanderung zwischen Kitsch und Magie, doch schafft er es spielerisch für gut drei Viertel des Filmes die Balance zu seinen Gunsten zu halten. Das Ende hingegen ist aus einem anderen Kulturverständnis heraus geboren und wirkt ein wenig aufgesetzt, als hätte es mit dem Rest des Filmes nichts zu tun. Doch im Rückblick überwiegt die Erinnerung an die elegante Erzählweise. Und das Wissen um Szenen, die gerade wegen ihrer leichtfüßigen Inszenierung zu Tränen rühren.“
Bei epd-film.de schrieb Birgit Glombitza: „Die Geschichte von ‚Captain Abu Raed‘ kommt auf den ersten Blick wie ein altersmildes Rührungstück daher, das dem Erzählen um seiner selbst Willen seine Verehrung erweist und die Generationen im ersponnenen Sermon von Heldentaten und Herausforderung miteinander versöhnt. Doch in dem Moment, in dem die schöne Pilotin Nour aus gutem Hause die Wege des kinderlieben Lügners kreuzt, ändert sich der Ton. Und die Figur des Abu Raed wird plötzlich zu einem komplizierten Scharnier zwischen dem Reich des Utopischen und einer jordanischen Realität, die einen nicht so einfach mit hübschen Märchen entkommen lässt.“

## Auszeichnungen
- 2007: Internationales Filmfestivals von Dubai, Muhr-Avard – Bester Hauptdarsteller: Nadim Sawalha[7]
- 2008: Internationales Filmfestival von Durban, Bester erster Spielfilm[8]
- 2008: Heartland-Filmfestival, Crystal Heart Award – Spielfilm [6], Hauptpreis für Dramatisches Feature[9]
- 2008: Newport Beach Filmfestival, Jurypreis – Bester Schauspieler – Nadim Sawalha, Jurypreis – Beste Hauptdarstellerin – Rana Sultan[10]
- 2008: Seattle Internationales Filmfestival, Bester Regisseur Golden Space Needle Award – Amin Matalqa[11]
- 2008: Sundance-Filmfestival, Publikumspreis – World Cinema – Dramatik[12]
- 2008: Sundance-Filmfestival, Grand Jury Prize – World Cinema – Nominierung Bester ausländischer Film[13]